# Acanthocepola
Acanthocepola is een geslacht van straalvinnige vissen uit de familie van lintvissen (Cepolidae). Het geslacht is voor het eerst wetenschappelijk beschreven in 1874 door Bleeker.

## Soorten
- Acanthocepola abbreviata (Valenciennes, 1835)
- Acanthocepola indica (Day, 1888)
- Acanthocepola krusensternii (Temminck & Schlegel, 1845)
- Acanthocepola limbata (Valenciennes, 1835)